# Sezierhaus auf dem Evangelischen und Reformierten Friedhof Cronenberg

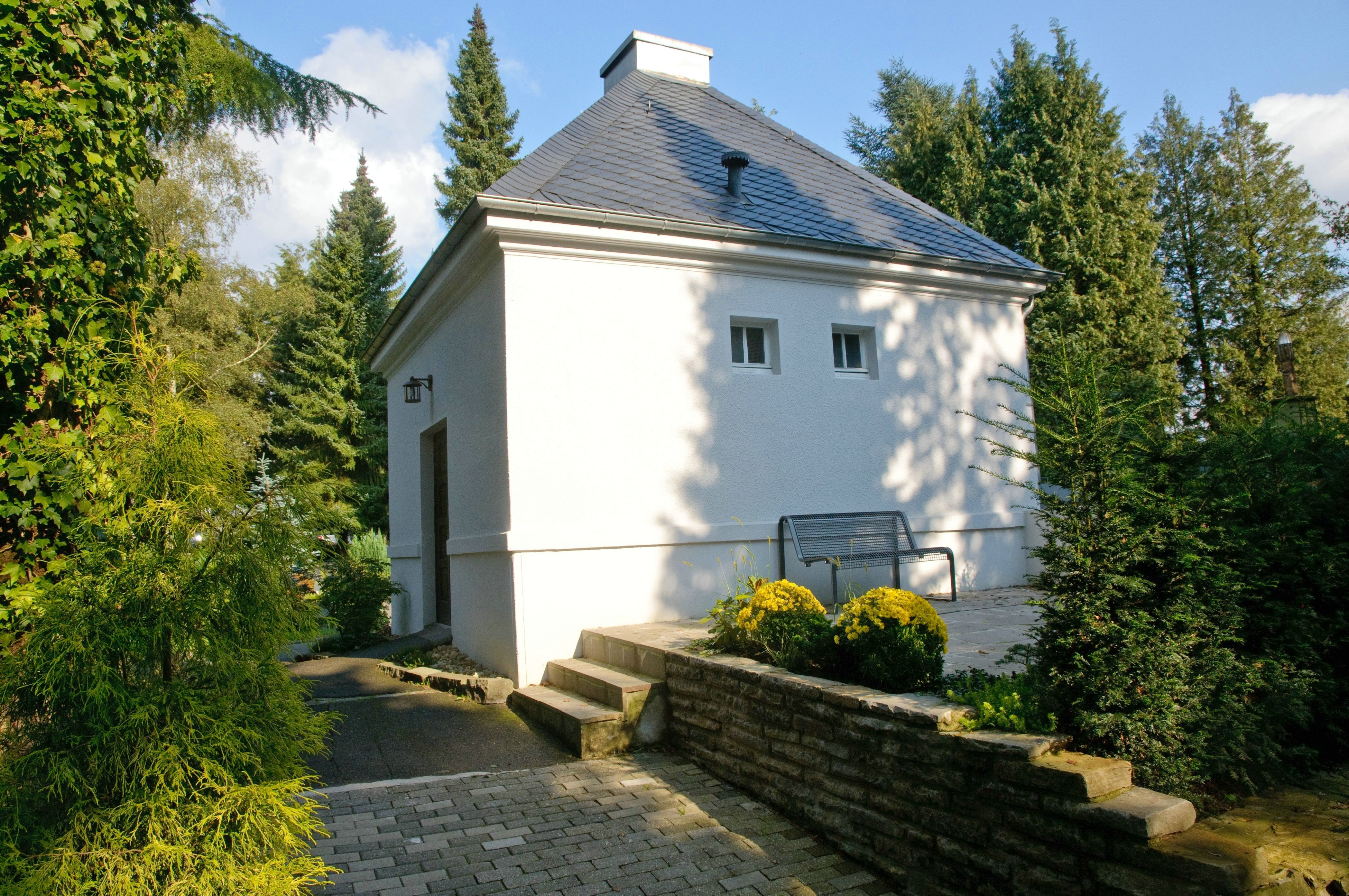
Sezierhaus auf dem Evangelischen und Reformierten Friedhof Cronenberg

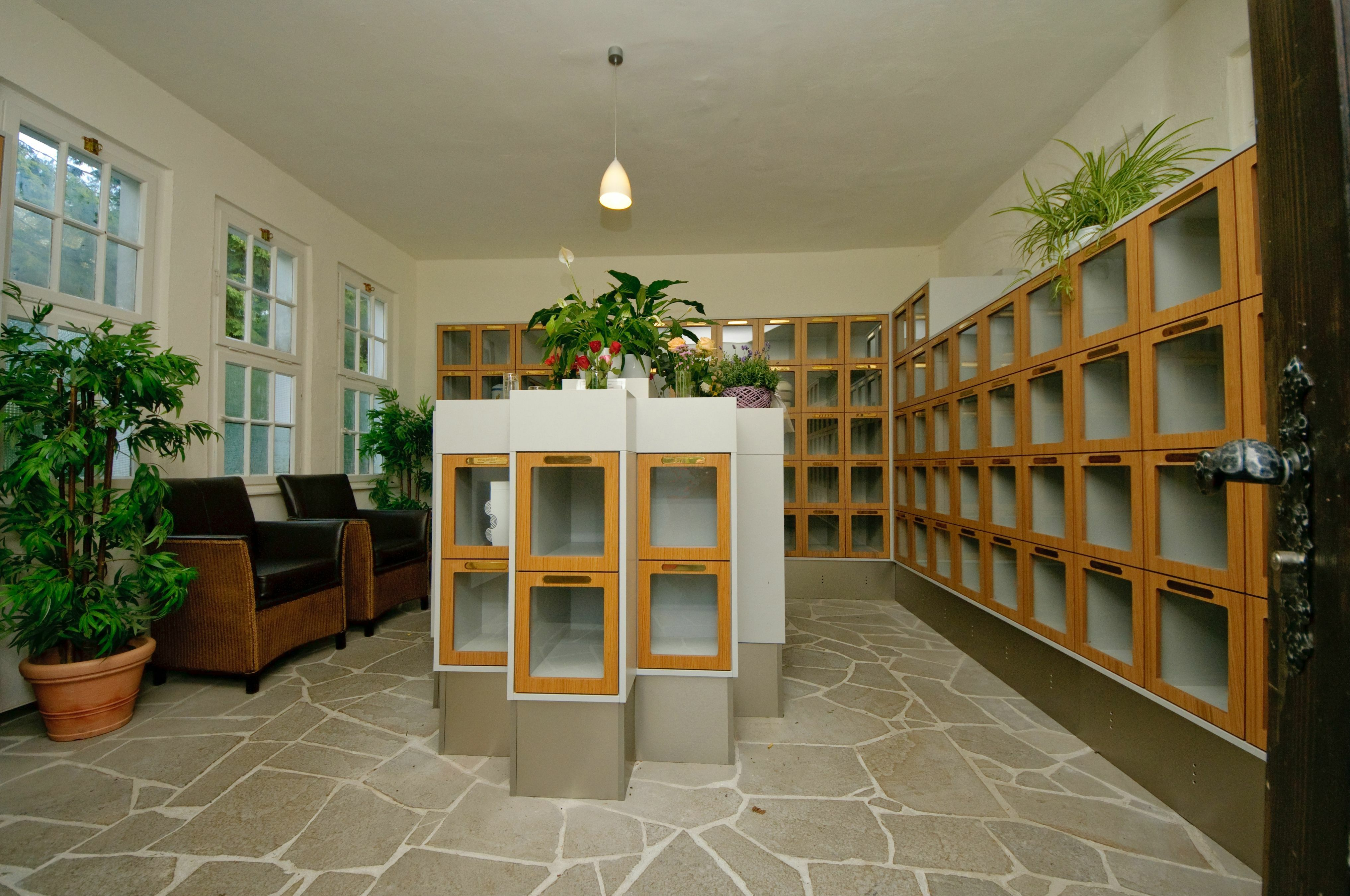
Innenansicht

Das Sezierhaus auf dem Evangelischen und Reformierten Friedhof Cronenberg ist ein Gebäude auf dem Evangelischen und Reformierten Friedhof Solinger Straße in Wuppertal-Cronenberg. 
Es handelt sich um ein zweigeschossiges Gebäude mit einem Bruchsteinsockel und Pyramidendach. Die Fassade ist verputzt. Das Sezierhaus wurde am 14. Januar 1986 wegen seiner ehemaligen Funktion und als Zeugnis der historischen Bausubstanz Cronenbergs als Baudenkmal unter Schutz gestellt.
Nach einer umfangreichen Renovierung wird das Sezierhaus nun als Kolumbarium genutzt.